# Torneio Incentivo Mineiro - FMF
O Torneio Incentivo da FMF foi um tradicional torneio de profissionais disputado pelos clubes de futebol do Estado.
Foi o terceiro título mais importante do Estado, depois do Campeonato Mineiro e da Taça Minas Gerais quando era um campeonato independente. Este torneio eliminatório era classificatório
para os campeonatos regionais e nacionais da CBF que instituiu este  modelo de torneio juntamente com as Federações Estaduais de todo País como objetivo manter em atividade os clubes filiados.

## Campeões
| Edição | Ano  | Campeão                          | Vice-campeão                         |
| ------ | ---- | -------------------------------- | ------------------------------------ |
| 1ª     | 1975 | Associação Atlética Caldense     | Valeriodoce Esporte Clube            |
| 2ª     | 1976 | Villa Nova Atlético Clube        | Associação Atlética Caldense         |
| 3ª     | 1977 | Nacional Atlético Clube (Muriaé) | Guarani Esporte Clube (Minas Gerais) |
| 4ª     | 1978 | Nacional Futebol Clube (Uberaba) | Associação Atlética Caldense         |
| 5ª     | 1979 | Alfenense Futebol Clube          | Sociedade Esportiva Guaxupé          |
| 6ª     | 1980 | Valeriodoce Esporte Clube        | Nacional Futebol Clube (Uberaba)     |
| 7ª     | 1983 | Associação Atlética Caldense     | Esporte Clube Democrata              |
| 8ª     | 1987 | Villa Nova Atlético Clube        | Democrata Futebol Clube              |
| 9ª     | 1993 | Clube Atlético Mineiro           | Atlético Clube Três Corações         |